# ジョアン・マルガリット・イ・コンサルナウ
ジョアン・マルガリット・イ・コンサルナウ（スペイン語: Joan Margarit i Consarnau、1938年5月11日 - 2021年2月16日）は、スペインのリェイダにあるサナウジャ出身の建築家・詩人である。彼は建築家として、カタルーニャ工科大学（バルセロナ建築高等技術学校）の教授であり、サグラダ・ファミリア建設にも関わっている。また、詩人としてカタルーニャ語とスペイン語で執筆しており、セルバンテス賞 （2019）を受賞した。

## バイオグラフィー
ジョアン・マルガリットは、セガラ地域のサナウジャで生まれた。スペイン内戦で、アラゴンの戦線が地元に近づいていたちょうどその頃に生まれ、母は教員、父はバルセロナの建築家であった。
両親は1936年7月にバルセロナで結婚したが、スペイン内戦により、父方の祖母の家であるサナウジャへと移動することを余儀なくされた。この地で詩人ジョアン・マルガリットは誕生する。1943年、5歳のとき、警察に「わかりやすく話さなかった」という理由で殴打される。
戦後1948年まで、家族は数回住居を変更する。場所はルビー、フィゲラス、そしてジローナである。その後バルセロナに戻り、家族はトゥロ公園の前に住み、ジョアン・マルガリットはムンタネーの道にあるアウシアス・マーチ学校で中高生の時期を過ごした。そして、在学中に彼は書くことを始めた。
1954年に家族がテネリフェに引っ越し、1956年からマルガリットは建築を学ぶためにバルセロナのマヨール・サン・ジョルディ学校で専門知識を学び、1961年までバルセロナに住んでいた。1963年に結婚し、娘が3人と息子が1人生まれた。娘のうちの2人は亡くなっている。
マルガリットは1963年にスペイン語の詩人として知られるようになった。彼は10年の長い休止期間の後、「クロニカ」を執筆した。それは、バラル・エディトレスのコレクション「オクノス」のディレクターである友人のホアキン・マルコによって出版された。1980年より、マルガリットはカタルーニャ語で詩を出すようになった。
1975年以来、マルガリットとその家族はサン・ジュスト・ダスベルンに住むようになった。そして、1980年より建築家として、友人であり仕事仲間であるカルレス・ブクサデとスタジオを共有している。1968年以来、マルガリットはバルセロナの高等建築技術学校ので教授として構造計算を教えていた。現在は定年退職している。
彼はスペイン語とカタルーニャ語のバイリンガル詩人として知られている。一方で、彼は一般的な詩を軽蔑しており、それらを彼の求める詩ではないという。なぜならば、「人間は厳しい状況にいて、きれいごとばかりではない」からである。だから詩人は、「最も現実主義で実用主義であるべきだ。なぜならば、現実性をおびているからだ。実用的ではないのは、経済だ」と言っており、マルガリットは現実的な詩人を尊敬している。
セルバンテス賞を受賞した彼は、「私は文化に興味があります。それ以外のことには意味がありません」と明言した。真実を探し求め、人生の困難に情熱を持って立ち向かうような内容の自由詩を多数作っている。それは「全ての汚いもの、騒音、醜い、疲労そして暴力的なもの」といった現実そのものを伝えている。そして「詩人及び建築家としての課題は、丈夫な構造をつくることである」とも言っている。加えて詩について、その堅固さを最小限の言葉でつくり上げるべきであり、「その正確さから、慰めの力は生まれるのである」と語っている。
2010年には、フィエスタ・デ・ラ・メルセの開会のスピーチを担当し、また、カタルーニャに「スペインとどんな関係を確立したいのか」と呼び掛けた。

## 受賞
- 1982年 ミケル・デ・パロル賞
- 1982年ヴィセント・アンドレス・エステレス賞
- 1983年 ジョクス・フローラルス ・デ・バルセロナ/花の宴 (詩歌競技会)でのFlor Natural
- 1985年 ジョクス・フローラルス ・デ・バルセロナ/花の宴 (詩歌競技会)でのFlor Natural
- 1985年 カルレス・リバ賞
- 1982年 セラドール批評家賞
- 1987年 セラドール批評家賞
- 2007年 セラドール批評家賞
- 2007年　カダケス賞のキマ・ジャウメ賞
- 2008年 カバル・ベルド賞
- 2008年　カタルーニャ政府文学賞
- 2008年 ロサリア・デ・カストロ賞。
- 2008年カサ・デ・ミセリコルディアによる全国詩賞[4]
- 2017年　パブロ・ネルーダによるイベロアメリカ詩賞
- 2013年 メキシコでのラテン詩人賞。メキシコの詩人ホセ・エミリオ・パチェーコと共演。
- 2019年 ソフィア王妃賞イベロアメリカ詩部門賞[9]
- 2019年 セルバンテス賞[10]

## 作品
- 全集（1975-2015）、Madrid: Austral, 2015年。

### 建築
- ビトリア市場（1977年）
- カタルーニャ科学技術博物館としてタラサのアメリッヒ工場を改修
- クリストファーコロン記念碑の改修（1982年 - 1984年）
- モンジュイックのスタジアムとオリンピックリング（1989年）
- サグラダ・ファミリアの建築を監督するチームの一員

### エッセイの本
- 『若い詩人への新しい手紙』 Barril & Barral, 2009年.

### 詩の本
- Cantos para la coral de un hombre solo. Barcelona: Vicens Vives, 1963. (Con prólogo de Camilo José Cela e ilustraciones de Josep María Subirachs).
- Crónica. Barcelona: Barral Editores, 1975 (Ocnos).
- Predicación para un bárbaro. Barcelona: Editorial Prometeo, 1979.
- L'ombra de l'altre mar. Barcelona: Edicions 62, 1981.
- Vell malentès. Valencia: Eliseu Climent/3i4, 1981 (Premio Vicent Andrés Estellés de poesía).
- El passat i la joia. Vic: Eumo, 1982.
- Cants d'Hekatònim de Tifundis. Barcelona: La Gaia Ciència, 1982.
- Raquel: la fosca melangia de Robinson Crusoe. Barcelona: Edicions 62, 1983.
- L'ordre del temps. Barcelona: Edicions 62, 1985.
- Mar d'hivern. Barcelona: Proa, 1986.
- Cantata de Sant Just. Alicante: Institut d'Estudis Juan Gil-Albert, 1987.
- La dona del navegant. Barcelona: La Magrana, 1987.
- Llum de pluja. Barcelona: Península, 1987.
- Poema per a un fris. Barcelona: Escola d'Arquitectes de Barcelona, 1987.
- Edat roja. Barcelona: Columna, 1990.
- Els motius del llop. Barcelona: Columna, 1993.
- Aiguaforts. Barcelona: Columna, 1995.
- Remolcadors entre la boira. Argentona: L'Aixernador, 1995.
- Estació de França. Madrid: Hiperión, 1999. Edición bilingüe catalán-español.
- Poesía amorosa completa (1980-2000). Barcelona: Proa, 2001.
- Joana. Barcelona: Proa, 2002.
- Els primers freds. Poesia 1975-1995. Barcelona: Proa, 2004 (traducción al español: El primer frío. Poesía 1975-1995. Madrid: Visor, 2004).
- Càlcul d'estructures. Barcelona: Enciclopèdia Catalana, 2005 (Ossa menor)(traducción al español: Cálculo de estructuras. Madrid: Visor, 2005).
- Arquitecturas de la memoria. Ediciones Cátedra, 2006. Edición en español.
- Casa de Misericòrdia. Barcelona: Enciclopèdia Catalana, 2007 (Ossa menor) (edición bilingüe español-catalán: Casa de misericordia. Madrid: Visor, 2007. Premio Nacional de Poesía 2008).
- Barcelona amor final. Barcelona: Proa, 2007.
- Misteriosament feliç. Barcelona: Enciclopèdia Catalana, 2008 (traducción al español: Misteriosamente feliz. Madrid: Visor, 2009).
- Intemperie. Antología. Madrid: Ediciones Rilke, 2010. Edición bilingüe español-catalán.
- No era lluny ni difícil. Barcelona: Proa, 2010 (edición bilingüe español-catalán: No estaba lejos, no era difícil. Madrid: Visor, 2011).
- Es perd el senyal. Barcelona: Proa, 2012 (edición bilingüe español-catalán: Se pierde la señal. Madrid: Visor, 2013).
- Poemes d'amor. Barcelona: Proa, 2013
- Des d'on tornar a estimar. Barcelona: Proa, 2015 (edición bilingüe español-catalán: Amar es dónde. Madrid: Visor, 2015).
- Un hivern fascinant. Barcelona: Proa, 2017 (traducción al español: Un asombroso invierno. Madrid: Visor, 2018).

### 自伝
- Per tenir casa cal guanyar la guerra: infància, adolescència i primera joventut. Barcelona: Proa, 2018 (traducción al español: Para tener casa hay que ganar la guerra: infancia, adolescencia y primera juventud. Barcelona: Planeta, 2018).

### 翻訳
- ミケル・マルティ・イ・ポル 『最愛のマルタ』、Barcelona: Edicions del Mall、1981年。
- ガブリエル。フェラーター『未完成の詩』。ジョアン・マルガリットとペレ・ロビラによるカタルーニャ語からスペイン語への翻訳、Barcelona: Alianza; Proa, 1989年。
- エリザベス・ビショップ『詩的な仕事』 ジョアン・マルガリットとドナルド・サミュエル・エイブラムスによる翻訳。Tarragona: Igitur、2008年。
- トーマス・ハーディ『詩』 ジョアン・マルガリットとドナルド・サミュエル・エイブラムスによる翻訳。Granada: Comares、2002年。

### 他の言語に翻訳された作品
- フランス語：
  - Leçons de vertige, antología bilingüe catalán/francés. Traducción Noé Pérez Núñez, Brest, Les Hauts-Fonds, 2016.

- 英語：
  - Tugs in the fog , versiones de Anna Crowe (Bloodaxe Books, 2006)
  - Barcelona final love, versiones de Anna Crowe (Proa, 2007)
  - Strangely Happy, versiones de Anna Crowe (Bloodaxe Books, 2010)
  - In person 30 poets (Antología de poetas editados por Bloodaxe Books, con CD, 2008)
  - Being Human (Bloodaxe Books, 2011)
  - New Letters to a Young Poet (Swan Isle Press, Chicago 2011), trad. de Christopher Maurer.

- ロシア語：
  - Огни мгновений / Lumas dels instants（Universidad de San Petersburg, 2003年）

- ヘブライ
  - מעולם לא ראיתי את עצמי יווני / Mai no m'he tingut per grec, versiones de Shlomo Avayou (Keshev Publishing House, Tel Aviv, 2004)
  - מבט במראה הפנימית / Els ulls del retrovisor, versiones de Shlomo Avayou (Keshev Publishing House, Tel Aviv, 2008)
  - No era lluny ni difícil, versiones de Shlomo Avayou (Keshev Publishing House, Tel Aviv, 2011)

- ドイツ語：
  - Joana und andere Gedichte, traducción de Juana y Tobias Burghardt (Delta, Stuttgard, 2007)

- ポルトガル語：
  - Casa da Misericórdia, traducción de Rita Custódio y Àlex Tarradellas (OVNI, Entroncamento, 2009)

- バスク語：
  - Miserikordia Etxea, versiones de Juan Ramón Makuso, (Meettok, Donostia, 2009)